# Johannes Kölner
Johannes Kölner (bzw. Johann Coelner) (* um 1448 in Fankel; † 29. Juli 1490 in Köln) war ein deutscher Kanonist, Dominikaner und Dekan an der Universität zu Köln.

## Leben
Johannes war ein Sohn von Matthias Coelner und dessen Ehefrau, die – so nimmt man an – eine Schwester seines späteren Förderers und Bruttiger Pfarrers Johann Graß war. Er hatte noch mindestens zwei weitere Brüder, die kurz vor oder kurz nach 1450 geboren wurden. Matthias Coelner de Vanckel (1450–1506) wurde später Dominikanerprior in Basel, Colmar, Straßburg und Trier sowie Regens zu Heidelberg, von Peter, dem zweiten Bruder, ist nur seine Zugehörigkeit zum Johanniterorden überliefert worden. Die erste schulische Ausbildung christlicher Prägung erhielten die drei Brüder durch ihren Oheim, den Pfarrer Graß, und wurden von ihm in lateinischer Sprache unterrichtet. Johannes, der bereits in frühen Jahren durch seine Begabung und Gelehrsamkeit aufgefallen war, immatrikulierte sich am 3. Mai 1466 an der Universität zu Köln, um sich dort dem Studium des kanonischen Rechts zu widmen.
Seine akademische Ausbildung durchlief er in rascher Folge und erlangte bereits 1469 den Magister der Freien Künste, woraufhin er sich dem Gymnasium Montanum bzw. der Montanerburse anschloss. 1472 erhielt er sein erstes Bakkalaureat im Zivilrecht, 1474 folgte sein zweites für das Kirchenrecht, die notwendigen Lizenzen um Vorlesungen zu halten erwarb er 1476 für Kirchenrecht und 1479 für Zivilrecht. 1478 erschien er erstmals im Ordensregister der Dominikaner in Köln. Noch im gleichen Jahr begann er Vorträge an der Universität zu halten, wobei er die neuen Kirchenrechte, die sogenannten jüngeren kirchenrechtlichen Sammlungen des „Liber Sixtus“ und der „Clementinen“, las. 1479 erhielt er nach seiner Promotion sowohl den Doktor im Kirchen- als auch im Zivilrecht, lehrte seitdem als Ordinarius und wurde am 3. September 1482 erstmals Dekan der juristischen Fakultät in Köln.
Kölner erwarb sich bald ein hohes Ansehen an der Universität und zeichnete sich insbesondere durch sein Wissen auf dem Gebiet des kanonischen Rechts aus. Sein erstes Buch, ein Summarium zu den Clementinen, in dem er die einzelnen Dekretalen zusammenfasste und sie anhand von Rechtssammlungen und Rechtssätzen näher erläuterte, brachte er bereits 1484 in Köln heraus. Sein zweites Werk Liber Sixtus, das sich wieder durch seine hohe Sachkenntnis auszeichnete, folgte 1485 und fand bald weitere Verbreitung durch Nachdrucke in den Jahren 1488 und 1493. Kölner, dessen Kommentare in Frankreich sehr geschätzt und 1578 in Lyon nachgedruckt wurden, bezeichneten die Herausgeber aus Paris als Coloniensi iuris utriusque monarcha, zu deutsch als „Alleinherrscher des Studiums beider Rechte“. 1486 verfasste Kölner als einer der ersten auf deutschem Boden im Heiligen Römischen Reich sein Werk Notata super usibus feudorum, worin er das Lehnsrecht unter dem Aspekt der weltlichen Rechtsthematik beschrieb.
Nach seinem Tod im Jahre 1490 kam es zu einem Erbstreit um das nicht unvermögende Erbe des ohne Leibeserben gebliebenen Johann Kölner, der noch kurz zuvor die Möglichkeit gefunden hatte, sein Testament aufzusetzen. Zu seinen Testamentsvollstreckern hatte Kölner Adam Meyer, den Abt der Kölner Benediktinerabtei Groß St. Martin, und den Priester Jakob Wilkin aus Mayen bestellt. Bedacht wurden in dem Testament die juristische Fakultät mit einer Geldforderung über 114 Rheinische Gulden und die Abtei St. Martin, womit allerdings weder sein Vater Matthias Coelner († 1492) noch seine Brüder Peter und Matthias einverstanden waren. Da die Angelegenheit aber zuletzt so hohe Wellen geschlagen hatte, dass Rom davon Kenntnis bekommen hatte, setzte man daraufhin – im Einvernehmen mit allen Beteiligten – den Trierer Erzbischof Johann II. von Baden als Schiedsrichter ein. Schließlich trafen sich die Vertreter der Universität, die Familie der Erblasser, die Nachlassverwalter sowie die Testamentsvollstrecker fast zwei Jahre nach dem Tod Kölners am 21. März 1492 in Köln in der Trankgasse im Haus des Domherren Graf Bernhard von Solms und verhandelten ihre Meinungsverschiedenheiten (Irrungen).
Als man sich schließlich auf einen 5-punktigen Schiedsspruch geeinigt hatte, wurde das Testament, das bis zum 24. Juni 1492 auszuführen war, und der gesamte Nachlass unter zuvoriger Tilgung von Schulden und ohne jeden Abzug unter den Erbnehmern aufgeteilt. Dem Vater Matthias Coelner wurden zwecks Tilgung der Schulden der durch den Rechtsstreit entstanden Kosten für die Universität und der Testamentsvollstrecker 110 Rheinische Gulden von seinem Legat abgezogen, wovon die Universität 70 und die Abtei St. Martin 40 Gulden erhielten.

## Publikationen
- Summarium textuale et conclusiones super Sextum et Clementinas, Kölner, Johannes; Köln, Johann Koelhoff, de Lubeck 1488
- Brevarium Sexti et Clementinarum, Kölner, Johannes; Paris, Durand Gerlier 1509